# 北海道道506号茶内停車場線
北海道道506号茶内停車場線（ほっかいどうどう506ごう ちゃないていしゃじょうせん）は、北海道厚岸郡浜中町内を結ぶ一般道道である。

## 概要

### 路線データ
- 起点：北海道厚岸郡浜中町茶内橋北（国道44号・北海道道807号円朱別原野茶内線交点）
- 終点：北海道厚岸郡浜中町茶内緑（JR北海道 根室本線 茶内駅）
- 総延長：1.000 km
- 実延長：0.988 km
- 重用延長：0.012 km

### 道路管理者
- 釧路総合振興局 釧路建設管理部 厚岸出張所

## 歴史
- 1965年（昭和40年）3月26日 - 路線認定[1]。

## 路線状況

### 重複区間
- 北海道道599号火散布茶内停車場線（浜中町茶内緑 - 浜中町茶内緑〔終点〕）

## 地理

### 通過する自治体
- 釧路総合振興局
  - 厚岸郡浜中町

### 交差する道路
浜中町
- 国道44号 - 茶内橋北（起点）
- 北海道道807号円朱別原野茶内線 - 茶内橋北（起点）
- 北海道道599号火散布茶内停車場線 - 茶内緑（終点）（重複）